# Jesus curando em Genesaré

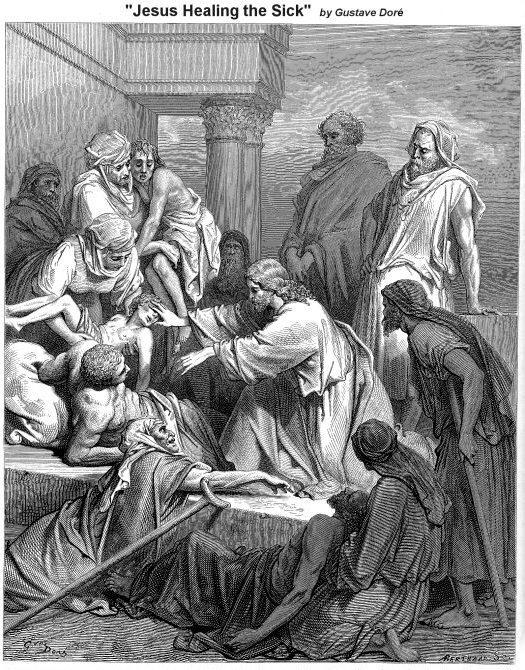
Jesus curando os doentes.
Gravura do séc. XIX. Por Gustave Doré.

Jesus curando em Genesaré é um dos milagres de Jesus, relatado em Mateus 14:34–36 e em Marcos 6:53–56.

## Narrativa bíblica
De acordo com o Evangelho de Marcos, conforme Jesus viajava através de Genesaré, logo após ter, milagrosamente, andado sobre as águas, todos que tocaram a fímbria de seu manto foram curados:
| “ | «Depois de feita a travessia, chegaram à terra de Genesaré, e ali atracaram. Quando desembarcaram, o povo logo reconheceu a Jesus e, correndo por toda aquela região, começaram a trazer nos leitos os que se achavam doentes, para onde ouviam dizer que ele estava. Onde quer que ele entrava, fosse nas aldeias, ou nas cidades, ou nos campos, punham os doentes nas praças, e lhe rogavam que os deixasse tocar ao menos na fímbria da sua capa; e todos os que nela tocaram, ficavam sãos.» (Marcos 6:53–56) | ” |

O historiador do século I, Flávio Josefo, cita a região de Genesaré como tendo um solo muito rico. A cidade era, provavelmente, algum lugar entre Cafarnaum e Magdala.